# 考特妮·马修森
考特妮·马修森（英語：Courtney Mathewson，1986年9月14日—），美国女子水球运动员。她曾代表美国国家队参加2012年和2016年夏季奥林匹克运动会水球比赛，结果获得二枚金牌。